# Phare de Douglas Head
Le phare de Douglas Head est un phare situé sur la pointe de Douglas Head (en) (Île de Man). Le phare a été érigé en 1857, par le gouvernement de l'île de Man. Le phare a été réalisé par les ingénieurs David et Thomas Stevenson et mesure 20 m de haut pour une élévation totale de 32 mètres au-dessus du niveau de la mer. L'escalier intérieur comporte 71 marches et la lumière a une portée moyenne de 24 milles nautiques (44 km). La lanterne est composée de huit réflecteurs brillants en argent pur construit en 1831. La lumière clignote en blanc toutes les dix secondes.
Après la création du nouveau phare en 1857, la compétence a été transférée des commissaires du port de Douglas au Northern Lighthouse Board (NLB), l'organisation de l'aide maritime des côtes d'Écosse et de l'Île de Man.

## Histoire
En 1855, les Lord Commissaires de l'Amirauté demandèrent l'installation d'un phare en plus de la lumière du port de Douglas. Un rapport parlementaire de l'époque révélait que la lumière déjà existante à Douglas était hors service depuis 1850. Il y avait à l'origine deux phares à Douglas, l'un sur la jetée, qui devait rester une lumière de port, et le phare de Douglas Head. Le phare de Douglas Head est la seule lumière de mer entre Calf of Man et Point of Ayre (en) à quelque 64 kilomètres de distance. Des problèmes structurels ont exigé que le phare soit reconstruit en 1892.
La corne de brume du port, connue localement sous le nom de « Moaning Minnie », a été ajoutée en 1908. Elle fut la cause de nombreuses plaintes à Douglas, et elle a ensuite été déplacée sur Douglas Head. autour de la tête pour réduire le bouleversement qu'il a causé aux populations locales.
Le phare a été automatisé en 1986. Récemment, un nouveau sentier public a été construit du sommet du Port Skillion jusqu'au phare pour le bénéfice et la jouissance du tourisme.